# Tenistas Número 1 do Mundo no ranking ATP de pares
Esta lista contém os tenistas Número 1 do Mundo no Ranking ATP de pares.
Mike Bryan, representando os Estados Unidos é, desde 16 de Julho de 2018, o actual número 1 do Mundo de pares.

## História

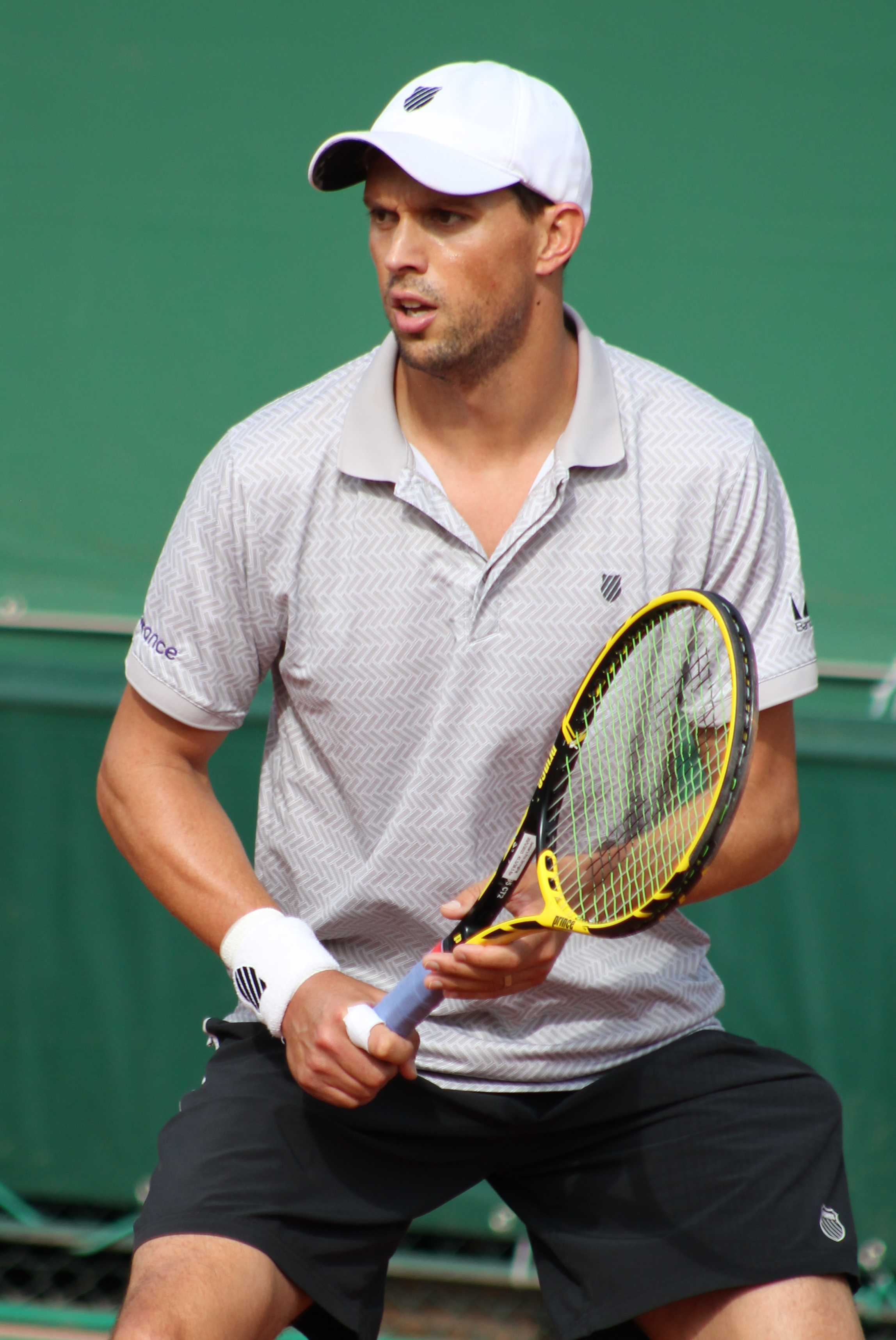
Mike Bryan é o actual número 1 do Mundo no Ranking ATP de pares.

Desde que o ranking foi originalmente publicado a 23 de Agosto de 1973 um total de 26 homens ascenderam a número 1 do Mundo, dos quais 17 terminaram uma ou mais épocas nesse lugar e foram declaradas Campeões do ATP World Tour.
O ranking consiste num método de hierarquização dos tenistas com base no mérito desportivo das respectivas participações no Circuito do ATP nas últimas 52 semanas (um ano completo). É publicado semanalmente nas manhãs de cada Segunda-feira, salvo no caso de finais adiadas (para Segunda-feira ou dia posterior, ficando o ranking retido até à disputa da final), bem como dos Torneios do Grand Slam e dos Masters de Indian Wells e Miami (devido a serem Torneios com mais de uma semana de duração o ranking só é publicado novamente no fim de cada Torneio).

## Troféus
O ATP tem dois troféus distintos para número 1 do Mundo. A cada tenista que pela primeira vez ascenda a número 1 do Mundo é entregue o troféu de número 1 do Mundo do Ranking ATP de singulares. No fim de cada temporada ao tenista que terminar o ano como número 1 do Mundo é entregue o troféu de Campeão do ATP World Tour.

## Tenistas Número 1 do Mundo
| Nº  | Tenista             | Número 1                | Campeão do ATP World Tour | Total de Semanas |
| --- | ------------------- | ----------------------- | ------------------------- | ---------------- |
| 1º  | Pete Sampras        | 12 de Abril de 1993     | 6                         | 286              |
| 2º  | Roger Federer       | 2 de Fevereiro de 2004  | 5                         | 310              |
| 3º  | Jimmy Connors       | 29 de Julho de 1974     | 5                         | 268              |
| 4º  | Ivan Lendl          | 28 de Fevereiro de 1983 | 4                         | 270              |
| 5º  | Novak Djokovic      | 4 de Julho de 2011      | 4                         | 223              |
| 6º  | Rafael Nadal        | 18 de Agosto de 2008    | 4                         | 181              |
| 7º  | John McEnroe        | 3 de Março de 1980      | 4                         | 170              |
| 8º  | Björn Borg          | 23 de Agosto de 1977    | 2                         | 109              |
| 9º  | Lleyton Hewitt      | 19 de Novembro de 2001  | 2                         | 80               |
| 10º | Stefan Edberg       | 13 de Agosto de 1990    | 2                         | 72               |
| 11º | Andre Agassi        | 10 de Abril de 1995     | 1                         | 101              |
| 12º | Jim Courier         | 10 de Fevereiro de 1992 | 1                         | 58               |
| 13º | Gustavo Kuerten     | 4 de Dezembro de 2000   | 1                         | 43               |
| 14º | Andy Murray         | 7 de Novembro de 2016   | 1                         | 41               |
| 15º | Ilie Nastase        | 23 de Agosto de 1973    | 1                         | 40               |
| 16º | Mats Wilander       | 12 de Setembro de 1988  | 1                         | 20               |
| 17º | Andy Roddick        | 3 de Novembro de 2003   | 1                         | 13               |
| 18º | Boris Becker        | 28 de Janeiro de 1991   | –                         | 12               |
| 19º | Marat Safin         | 20 de Novembro de 2000  | –                         | 9                |
| 20º | John Newcombe       | 3 de Junho de 1974      | –                         | 8                |
| -   | Juan Carlos Ferrero | 8 de Setembro de 2003   | –                         | 8                |
| 22º | Thomas Muster       | 12 de Fevereiro de 1996 | –                         | 6                |
| -   | Marcelo Ríos        | 30 de Março de 1998     | –                         | 6                |
| -   | Yevgeny Kafelnikov  | 3 de Maio de 1999       | –                         | 6                |
| 25º | Carlos Moyá         | 15 de Março de 1999     | –                         | 2                |
| 26º | Patrick Rafter      | 26 de Julho de 1999     | –                         | 1                |

Nota: O actual número 1 do Mundo é apresentado em negrito.

## Campeões do ATP World Tour
Os tenistas que terminam a temporada na posição de número 1 do Mundo em singulares são declarados Campeões do ATP World Tour e recebem o troféu de número 1 do Mundo do ATP.

### Campeões por temporada
| Ano  | Tenista              | Pontos | Vantagem | Ref.          |
| ---- | -------------------- | ------ | -------- | ------------- |
| 1973 | Ilie Năstase         |        |          |               |
| 1974 | Jimmy Connors        |        |          |               |
| 1975 | Jimmy Connors (2) ∞  |        |          |               |
| 1976 | Jimmy Connors (3) ∞  |        |          |               |
| 1977 | Jimmy Connors (4)    |        |          |               |
| 1978 | Jimmy Connors (5) ∞  |        |          |               |
| 1979 | Björn Borg           |        |          |               |
| 1980 | Björn Borg (2)       |        |          |               |
| 1981 | John McEnroe         |        |          |               |
| 1982 | John McEnroe (2)     |        |          |               |
| 1983 | John McEnroe (3)     |        |          |               |
| 1984 | John McEnroe (4)     |        |          |               |
| 1985 | Ivan Lendl           |        |          |               |
| 1986 | Ivan Lendl (2) ∞     |        |          |               |
| 1987 | Ivan Lendl (3) ∞     |        |          |               |
| 1988 | Mats Wilander        |        |          |               |
| 1989 | Ivan Lendl (4)       |        |          |               |
| 1990 | Stefan Edberg        | 3.889  | 361      |               |
| 1991 | Stefan Edberg (2)    | 3.515  | 310      |               |
| 1992 | Jim Courier          | 3.599  | 363      |               |
| 1993 | Pete Sampras         | 4.128  | 683      |               |
| 1994 | Pete Sampras (2) ∞   | 5.097  | 1.848    |               |
| 1995 | Pete Sampras (3)     | 4.842  | 77       |               |
| 1996 | Pete Sampras (4)     | 4.865  | 1.268    |               |
| 1997 | Pete Sampras (5) ∞   | 4.547  | 1.337    |               |
| 1998 | Pete Sampras (6)     | 3.915  | 245      |               |
| 1999 | Andre Agassi         | 5.048  | 1.583    |               |
| 2000 | Gustavo Kuerten      | 4.195  | 75       | [ 3 ]         |
| 2001 | Lleyton Hewitt       | 4.365  | 510      | [ 4 ]         |
| 2002 | Lleyton Hewitt (2) ∞ | 4.485  | 1.090    | [ 5 ]         |
| 2003 | Andy Roddick         | 4.535  | 160      | [ 6 ]         |
| 2004 | Roger Federer        | 6.335  | 2.680    | [ 7 ]         |
| 2005 | Roger Federer(2) ∞   | 6.725  | 1.960    | [ 8 ]         |
| 2006 | Roger Federer(3) ∞   | 8.370  | 3.900    | [ 9 ]         |
| 2007 | Roger Federer(4) ∞   | 7.180  | 1.445    | [ 10 ] [ 11 ] |
| 2008 | Rafael Nadal         | 6,675  | 1.370    | [ 12 ]        |
| 2009 | Roger Federer (5)    | 10.550 | 1.345    | [ 13 ]        |
| 2010 | Rafael Nadal (2)     | 12.450 | 3.305    | [ 14 ] [ 15 ] |
| 2011 | Novak Djokovic       | 13.630 | 4.035    |               |
| 2012 | Novak Djokovic (2)   | 12.920 | 2.655    |               |
| 2013 | Rafael Nadal (3)     | 13.030 | 770      |               |
| 2014 | Novak Djokovic (3)   | 11.360 | 1.585    |               |
| 2015 | Novak Djokovic (4) ∞ | 16.585 | 7.640    |               |
| 2016 | Andy Murray          | 12.410 | 630      |               |
| 2017 | Rafael Nadal (4)     | 10.645 | 1.040    |               |

Nota: ∞ indica que o tenista foi Nº 1 durante todas as semanas da temporada.

### Palmarés
| Nº  | Tenista         | Campeão do ATP World Tour | Temporadas                         |
| --- | --------------- | ------------------------- | ---------------------------------- |
| 1º  | Pete Sampras    | 6                         | 1993, 1994, 1995, 1996, 1997, 1998 |
| 2º  | Jimmy Connors   | 5                         | 1974, 1975, 1976, 1977, 1978       |
| -   | Roger Federer   | 5                         | 2004, 2005, 2006, 2007, 2009       |
| 4º  | John McEnroe    | 4                         | 1981, 1982, 1983, 1984             |
| -   | Ivan Lendl      | 4                         | 1985, 1986, 1987, 1989             |
| -   | Novak Djokovic  | 4                         | 2011, 2012, 2014, 2015             |
| -   | Rafael Nadal    | 4                         | 2008, 2010, 2013, 2017             |
| 8º  | Björn Borg      | 2                         | 1979, 1980                         |
| -   | Stefan Edberg   | 2                         | 1990, 1991                         |
| -   | Lleyton Hewitt  | 2                         | 2001, 2002                         |
| 11º | Ilie Năstase    | 1                         | 1973                               |
| -   | Mats Wilander   | 1                         | 1988                               |
| -   | Jim Courier     | 1                         | 1992                               |
| -   | Andre Agassi    | 1                         | 1999                               |
| -   | Gustavo Kuerten | 1                         | 2000                               |
| -   | Andy Roddick    | 1                         | 2003                               |
| -   | Andy Murray     | 1                         | 2016                               |

## Número 1 do Mundo no Ranking ATP
| Nº | Tenista             | Início                  | Fim                     | Semanas | Semanas |
| Nº | Tenista             | Início                  | Fim                     | Série   | Total   |
| -- | ------------------- | ----------------------- | ----------------------- | ------- | ------- |
| 1  | Ilie Năstase        | 23 de agosto de 1973    | 2 de junho de 1974      | 40      | 40      |
| 2  | John Newcombe       | 3 de junho de 1974      | 28 de julho de 1974     | 8       | 8       |
| 3  | Jimmy Connors       | 29 de julho de 1974     | 22 de agosto de 1977    | 160     | 160     |
| 4  | Björn Borg          | 23 de agosto de 1977    | 29 de agosto de 1977    | 1       | 1       |
|    | Jimmy Connors (2)   | 30 de agosto de 1977    | 8 de abril de 1979      | 84      | 244     |
|    | Björn Borg (2)      | 9 de abril de 1979      | 20 de maio de 1979      | 6       | 7       |
|    | Jimmy Connors (3)   | 21 de maio de 1979      | 8 de julho de 1979      | 7       | 251     |
|    | Björn Borg (3)      | 9 de julho de 1979      | 2 de março de 1980      | 34      | 41      |
| 5  | John McEnroe        | 3 de março de 1980      | 23 de março de 1980     | 3       | 3       |
|    | Björn Borg (4)      | 24 de março de 1980     | 10 de agosto de 1980    | 20      | 61      |
|    | John McEnroe (2)    | 11 de agosto de 1980    | 17 de agosto de 1980    | 1       | 4       |
|    | Björn Borg (5)      | 18 de agosto de 1980    | 5 de julho de 1981      | 46      | 107     |
|    | John McEnroe (3)    | 6 de julho de 1981      | 19 de julho de 1981     | 2       | 6       |
|    | Björn Borg (6)      | 20 de julho de 1981     | 2 de agosto de 1981     | 2       | 109     |
|    | John McEnroe (4)    | 3 de agosto de 1981     | 12 de setembro de 1982  | 58      | 64      |
|    | Jimmy Connors (4)   | 13 de setembro de 1982  | 31 de outubro de 1982   | 7       | 258     |
|    | John McEnroe (5)    | 1 de novembro de 1982   | 7 de novembro de 1982   | 1       | 65      |
|    | Jimmy Connors (5)   | 8 de novembro de 1982   | 14 de novembro de 1982  | 1       | 259     |
|    | John McEnroe (6)    | 15 de novembro de 1982  | 30 de janeiro de 1983   | 11      | 76      |
|    | Jimmy Connors (6)   | 31 de janeiro de 1983   | 6 de fevereiro de 1983  | 1       | 260     |
|    | John McEnroe (7)    | 7 de fevereiro de 1983  | 13 de fevereiro de 1983 | 1       | 77      |
|    | Jimmy Connors (7)   | 14 de fevereiro de 1983 | 27 de fevereiro de 1983 | 2       | 262     |
| 6  | Ivan Lendl          | 28 de fevereiro de 1983 | 15 de maio de 1983      | 11      | 11      |
|    | Jimmy Connors (8)   | 16 de maio de 1983      | 5 de junho de 1983      | 3       | 265     |
|    | John McEnroe (8)    | 6 de junho de 1983      | 12 de junho de 1983     | 1       | 78      |
|    | Jimmy Connors (9)   | 13 de junho de 1983     | 3 de julho de 1983      | 3       | 268     |
|    | John McEnroe (9)    | 4 de julho de 1983      | 30 de outubro de 1983   | 17      | 95      |
|    | Ivan Lendl (2)      | 31 de outubro de 1983   | 11 de dezembro de 1983  | 6       | 17      |
|    | John McEnroe (10)   | 12 de dezembro de 1983  | 8 de janeiro de 1984    | 4       | 99      |
|    | Ivan Lendl (3)      | 9 de janeiro de 1984    | 11 de março de 1984     | 9       | 26      |
|    | John McEnroe (11)   | 12 de março de 1984     | 10 de junho de 1984     | 13      | 112     |
|    | Ivan Lendl (4)      | 11 de junho de 1984     | 17 de junho de 1984     | 1       | 27      |
|    | John McEnroe (12)   | 18 de junho de 1984     | 8 de julho de 1984      | 3       | 115     |
|    | Ivan Lendl (5)      | 9 de julho de 1984      | 12 de agosto de 1984    | 5       | 32      |
|    | John McEnroe (13)   | 13 de agosto de 1984    | 18 de agosto de 1985    | 53      | 168     |
|    | Ivan Lendl (6)      | 19 de agosto de 1985    | 25 de agosto de 1985    | 1       | 33      |
|    | John McEnroe (14)   | 26 de agosto de 1985    | 8 de setembro de 1985   | 2       | 170     |
|    | Ivan Lendl (7)      | 9 de setembro de 1985   | 11 de setembro de 1988  | 157     | 190     |
| 7  | Mats Wilander       | 12 de setembro de 1988  | 29 de janeiro de 1989   | 20      | 20      |
|    | Ivan Lendl (8)      | 30 de janeiro de 1989   | 12 de agosto de 1990    | 80      | 270     |
| 8  | Stefan Edberg       | 13 de agosto de 1990    | 27 de janeiro de 1991   | 24      | 24      |
| 9  | Boris Becker        | 28 de janeiro de 1991   | 17 de fevereiro de 1991 | 3       | 3       |
|    | Stefan Edberg (2)   | 18 de fevereiro de 1991 | 7 de julho de 1991      | 20      | 44      |
|    | Boris Becker (2)    | 8 de julho de 1991      | 8 de setembro de 1991   | 9       | 12      |
|    | Stefan Edberg (3)   | 9 de setembro de 1991   | 9 de fevereiro de 1992  | 22      | 66      |
| 10 | Jim Courier         | 10 de fevereiro de 1992 | 22 de março de 1992     | 6       | 6       |
|    | Stefan Edberg (4)   | 23 de março de 1992     | 12 de abril de 1992     | 3       | 69      |
|    | Jim Courier (2)     | 13 de abril de 1992     | 13 de setembro de 1992  | 22      | 28      |
|    | Stefan Edberg (5)   | 14 de setembro de 1992  | 4 de outubro de 1992    | 3       | 72      |
|    | Jim Courier (3)     | 5 de outubro de 1992    | 11 de abril de 1993     | 27      | 55      |
| 11 | Pete Sampras        | 12 de abril de 1993     | 22 de agosto de 1993    | 19      | 19      |
|    | Jim Courier (4)     | 23 de agosto de 1993    | 12 de setembro de 1993  | 3       | 58      |
|    | Pete Sampras (2)    | 13 de setembro de 1993  | 9 de abril de 1995      | 82      | 101     |
| 12 | Andre Agassi        | 10 de abril de 1995     | 5 de novembro de 1995   | 30      | 30      |
|    | Pete Sampras (3)    | 6 de novembro de 1995   | 28 de janeiro de 1996   | 12      | 113     |
|    | Andre Agassi (2)    | 29 de janeiro de 1996   | 11 de fevereiro de 1996 | 2       | 32      |
| 13 | Thomas Muster       | 12 de fevereiro de 1996 | 18 de fevereiro de 1996 | 1       | 1       |
|    | Pete Sampras (4)    | 19 de fevereiro de 1996 | 10 de março de 1996     | 3       | 116     |
|    | Thomas Muster (2)   | 11 de março de 1996     | 14 de abril de 1996     | 5       | 6       |
|    | Pete Sampras (5)    | 15 de abril de 1996     | 29 de março de 1998     | 102     | 218     |
| 14 | Marcelo Ríos        | 30 de março de 1998     | 26 de abril de 1998     | 4       | 4       |
|    | Pete Sampras (6)    | 27 de abril de 1998     | 9 de agosto de 1998     | 15      | 233     |
|    | Marcelo Ríos (2)    | 10 de agosto de 1998    | 23 de agosto de 1998    | 2       | 6       |
|    | Pete Sampras (7)    | 24 de agosto de 1998    | 14 de março de 1999     | 29      | 262     |
| 15 | Carlos Moyà         | 15 de março de 1999     | 28 de março de 1999     | 2       | 2       |
|    | Pete Sampras (8)    | 29 de março de 1999     | 2 de maio de 1999       | 5       | 267     |
| 16 | Yevgeny Kafelnikov  | 3 de maio de 1999       | 13 de junho de 1999     | 6       | 6       |
|    | Pete Sampras (9)    | 14 de junho de 1999     | 4 de julho de 1999      | 3       | 270     |
|    | Andre Agassi (3)    | 5 de julho de 1999      | 25 de julho de 1999     | 3       | 35      |
| 17 | Patrick Rafter      | 26 de julho de 1999     | 1 de agosto de 1999     | 1       | 1       |
|    | Pete Sampras (10)   | 2 de agosto de 1999     | 12 de setembro de 1999  | 6       | 276     |
|    | Andre Agassi (4)    | 13 de setembro de 1999  | 10 de setembro de 2000  | 52      | 87      |
|    | Pete Sampras (11)   | 11 de setembro de 2000  | 19 de novembro de 2000  | 10      | 286     |
| 18 | Marat Safin         | 20 de novembro de 2000  | 3 de dezembro de 2000   | 2       | 2       |
| 19 | Gustavo Kuerten     | 4 de dezembro de 2000   | 28 de janeiro de 2001   | 8       | 8       |
|    | Marat Safin (2)     | 29 de janeiro de 2001   | 25 de fevereiro de 2001 | 4       | 6       |
|    | Gustavo Kuerten (2) | 26 de fevereiro de 2001 | 1 de abril de 2001      | 5       | 13      |
|    | Marat Safin (3)     | 2 de abril de 2001      | 22 de abril de 2001     | 3       | 9       |
|    | Gustavo Kuerten (3) | 23 de abril de 2001     | 18 de novembro de 2001  | 30      | 43      |
| 20 | Lleyton Hewitt      | 19 de novembro de 2001  | 27 de abril de 2003     | 75      | 75      |
|    | Andre Agassi (5)    | 28 de abril de 2003     | 11 de maio de 2003      | 2       | 89      |
|    | Lleyton Hewitt (2)  | 12 de maio de 2003      | 15 de junho de 2003     | 5       | 80      |
|    | Andre Agassi (6)    | 16 de junho de 2003     | 7 de setembro de 2003   | 12      | 101     |
| 21 | Juan Carlos Ferrero | 8 de setembro de 2003   | 2 de novembro de 2003   | 8       | 8       |
| 22 | Andy Roddick        | 3 de novembro de 2003   | 1 de fevereiro de 2004  | 13      | 13      |
| 23 | Roger Federer       | 2 de fevereiro de 2004  | 17 de agosto de 2008    | 237     | 237     |
| 24 | Rafael Nadal        | 18 de agosto de 2008    | 5 de julho de 2009      | 46      | 46      |
|    | Roger Federer (2)   | 6 de julho de 2009      | 6 de junho de 2010      | 48      | 285     |
|    | Rafael Nadal (2)    | 7 de junho de 2010      | 3 de julho de 2011      | 56      | 102     |
| 25 | Novak Djokovic      | 4 de julho de 2011      | 8 de julho de 2012      | 53      | 53      |
|    | Roger Federer (3)   | 9 de julho de 2012      | 4 de novembro de 2012   | 17      | 302     |
|    | Novak Djokovic (2)  | 5 de novembro de 2012   | 6 de outubro de 2013    | 48      | 101     |
|    | Rafael Nadal (3)    | 7 de outubro de 2013    | 6 de julho de 2014      | 39      | 141     |
|    | Novak Djokovic (3)  | 7 de julho de 2014      | 6 de novembro de 2016   | 122     | 223     |
| 26 | Andy Murray         | 7 de novembro de 2016   | 20 de agosto de 2017    | 41      | 41      |
|    | Rafael Nadal (4)    | 21 de agosto de 2017    | 18 de fevereiro de 2018 | 26      | 167     |
|    | Roger Federer (4)   | 19 de fevereiro de 2018 | 1 de abril de 2018      | 6       | 308     |
|    | Rafael Nadal (5)    | 2 de abril de 2018      | 13 de maio de 2018      | 6       | 173     |
|    | Roger Federer (5)   | 14 de maio de 2018      | 20 de maio de 2018      | 1       | 309     |
|    | Rafael Nadal (6)    | 21 de maio de 2018      | 17 de junho de 2018     | 4       | 177     |
|    | Roger Federer (6)   | 18 de junho de 2018     | 24 de junho de 2018     | 1       | 310     |
|    | Rafael Nadal (7)    | 25 de junho de 2018     | Presente                | 4       | 181     |

## Palmarés de semanas como Número 1

### Total
| Nº  | Tenista             | Semanas |
| --- | ------------------- | ------- |
| 1º  | Roger Federer       | 310     |
| 2º  | Pete Sampras        | 286     |
| 3º  | Ivan Lendl          | 270     |
| 4º  | Jimmy Connors       | 268     |
| 5º  | Novak Djokovic      | 223     |
| 6º  | Rafael Nadal        | 181     |
| 7º  | John McEnroe        | 170     |
| 8º  | Björn Borg          | 109     |
| 9º  | Andre Agassi        | 101     |
| 10º | Lleyton Hewitt      | 80      |
| 11º | Stefan Edberg       | 72      |
| 12º | Jim Courier         | 58      |
| 13º | Gustavo Kuerten     | 43      |
| 14º | Andy Murray         | 41      |
| 15º | Ilie Năstase        | 40      |
| 16º | Mats Wilander       | 20      |
| 17º | Andy Roddick        | 13      |
| 18º | Boris Becker        | 12      |
| 19º | Marat Safin         | 9       |
| 20º | John Newcombe       | 8       |
| -   | Juan Carlos Ferrero | 8       |
| 22º | Thomas Muster       | 6       |
| -   | Marcelo Ríos        | 6       |
| -   | Yevgeny Kafelnikov  | 6       |
| 25º | Carlos Moyà         | 2       |
| 26º | Patrick Rafter      | 1       |

Nota: O actual número 1 do Mundo é apresentado em negrito.

### Consecutivas
| Nº  | Tenista           | Semanas |
| --- | ----------------- | ------- |
| 1º  | Roger Federer     | 237     |
| 2º  | Jimmy Connors     | 160     |
| 3º  | Ivan Lendl        | 157     |
| 4º  | Novak Djokovic    | 122     |
| 5º  | Pete Sampras      | 102     |
| 6º  | Jimmy Connors (2) | 84      |
| 7º  | Pete Sampras (2)  | 82      |
| 8º  | Ivan Lendl (2)    | 80      |
| 9º  | Lleyton Hewitt    | 75      |
| 10º | John McEnroe      | 58      |

## Palmarés por País
| Nº  | País           | Campeões | Semanas | Tenistas                                                                           |
| --- | -------------- | -------- | ------- | ---------------------------------------------------------------------------------- |
| 1º  | Estados Unidos | 18       | 896     | Jimmy Connors, John McEnroe, Jim Courier, Pete Sampras, Andre Agassi, Andy Roddick |
| 2º  | Suíça          | 5        | 310     | Roger Federer                                                                      |
| 3º  | Suécia         | 5        | 201     | Björn Borg, Mats Wilander, Stefan Edberg                                           |
| 4º  | Checoslováquia | 4        | 270     | Ivan Lendl                                                                         |
| 5º  | Sérvia         | 4        | 223     | Novak Djokovic                                                                     |
| 6º  | Espanha        | 4        | 191     | Carlos Moyá, Juan Carlos Ferrero, Rafael Nadal                                     |
| 7º  | Austrália      | 2        | 89      | John Newcombe, Patrick Rafter, Lleyton Hewitt                                      |
| 8º  | Brasil         | 1        | 43      | Gustavo Kuerten                                                                    |
| 9º  | Grã-Bretanha   | 1        | 41      | Andy Murray                                                                        |
| 10º | Roménia        | 1        | 40      | Ilie Năstase                                                                       |
| 11º | Rússia         | -        | 15      | Yevgeny Kafelnikov, Marat Safin                                                    |
| 12º | Alemanha       | -        | 12      | Boris Becker                                                                       |
| 13º | Áustria        | -        | 6       | Thomas Muster                                                                      |
| -   | Chile          | -        | 6       | Marcelo Ríos                                                                       |

## Número 1 sem ganhar Títulos do Grand Slam
| Tenista      | Número 1                | Torneios do Grand Slam | Torneios do Grand Slam |
| Tenista      | Número 1                | 1ª Final               | 1º Título              |
| ------------ | ----------------------- | ---------------------- | ---------------------- |
| Ivan Lendl   | 28 de Fevereiro de 1983 | Roland Garros 1981     | Roland Garros 1984     |
| Marcelo Ríos | 30 de Março de 1998     | Australian Open 1998   | –                      |

## Galeria

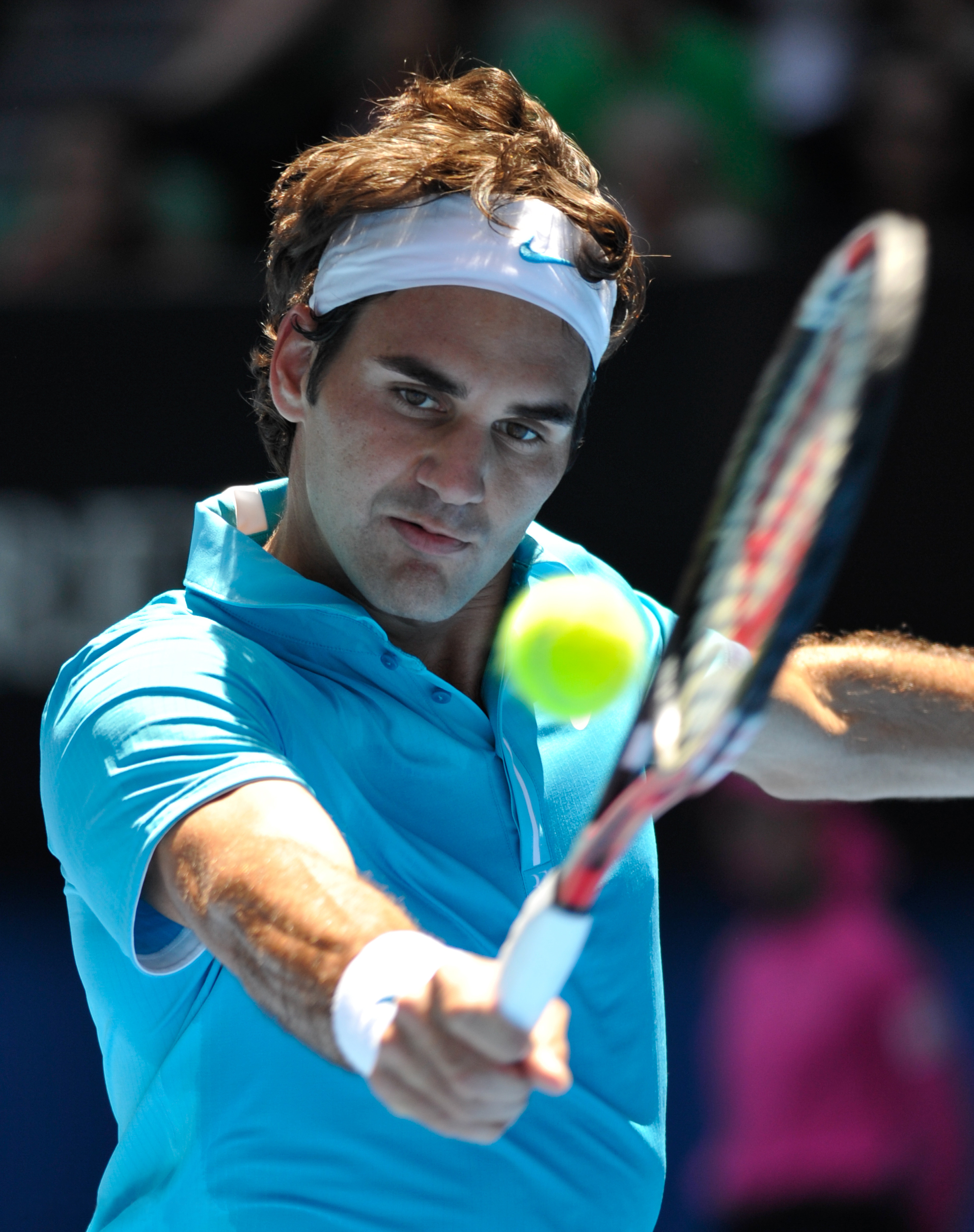
Roger Federer é o recordista total com 310 semanas como Nº 1, possuindo também o recorde de 237 semanas consecutivas.
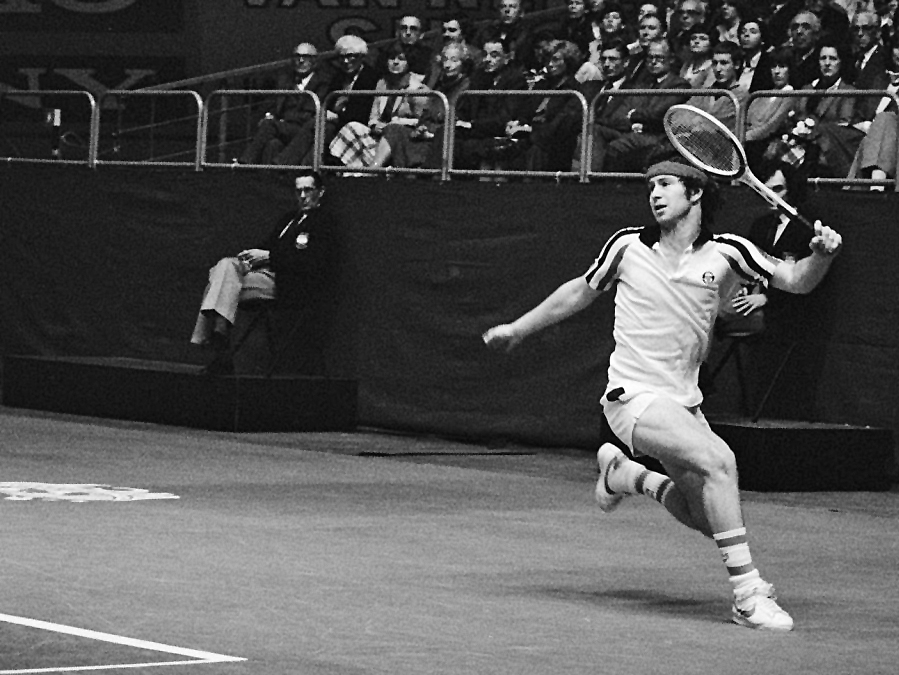
John McEnroe chegou ao topo do ranking em 14 séries distintas.
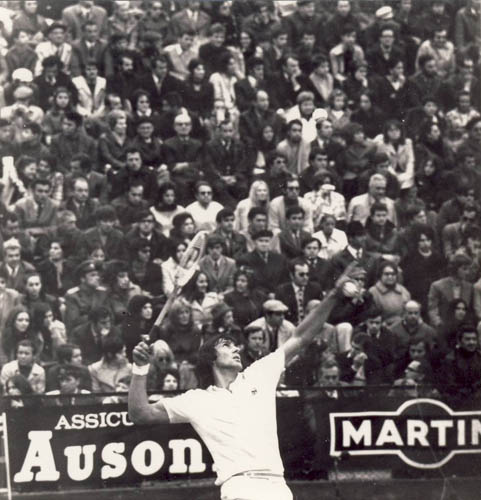
Ilie Nastase foi o primeiro Nº 1 do Mundo desde que o ranking foi criado em 1973.
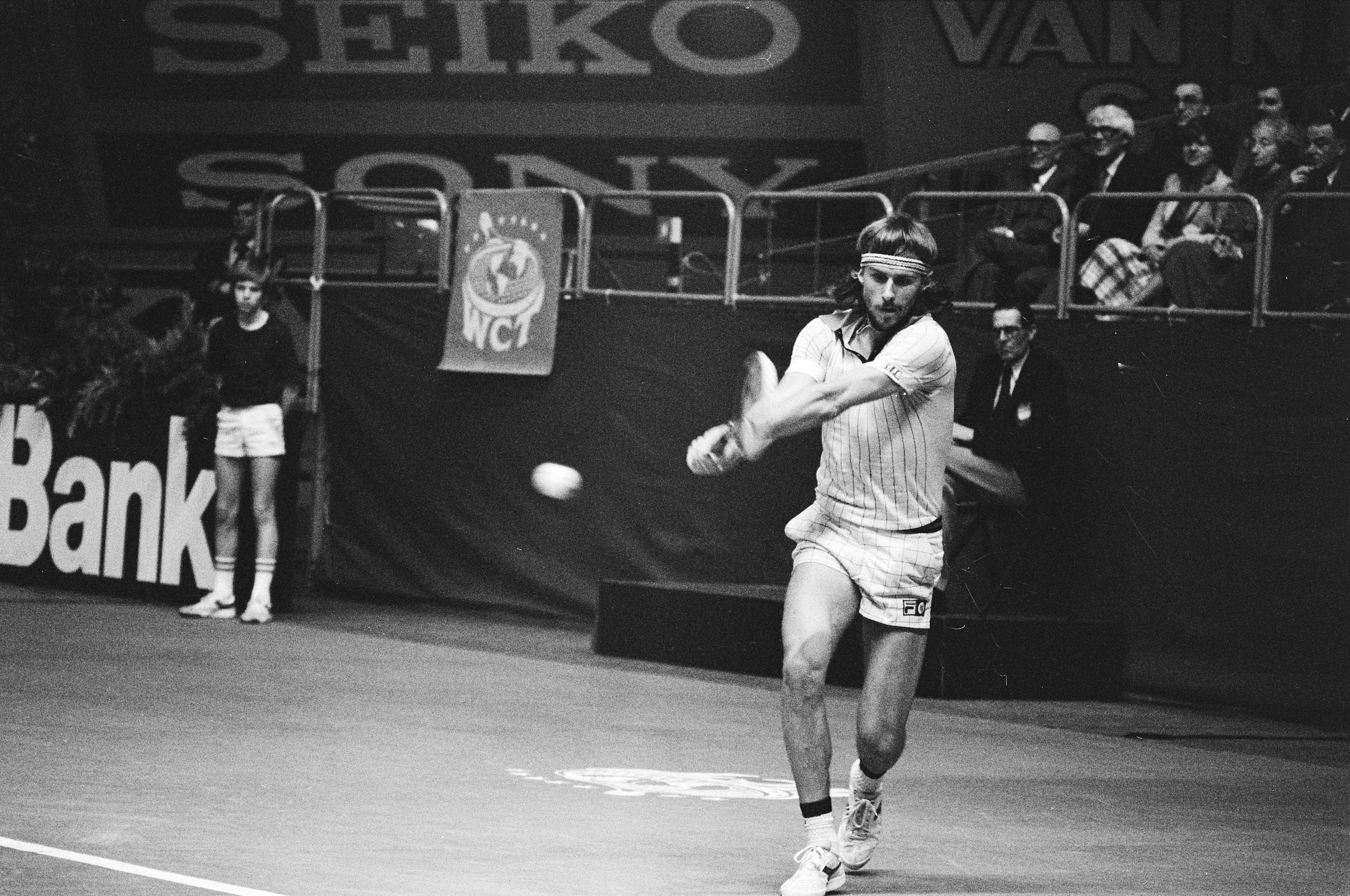
Björn Borg foi o 1º tenista da Europa Ocidental a tornar-se Nº 1 do Mundo.
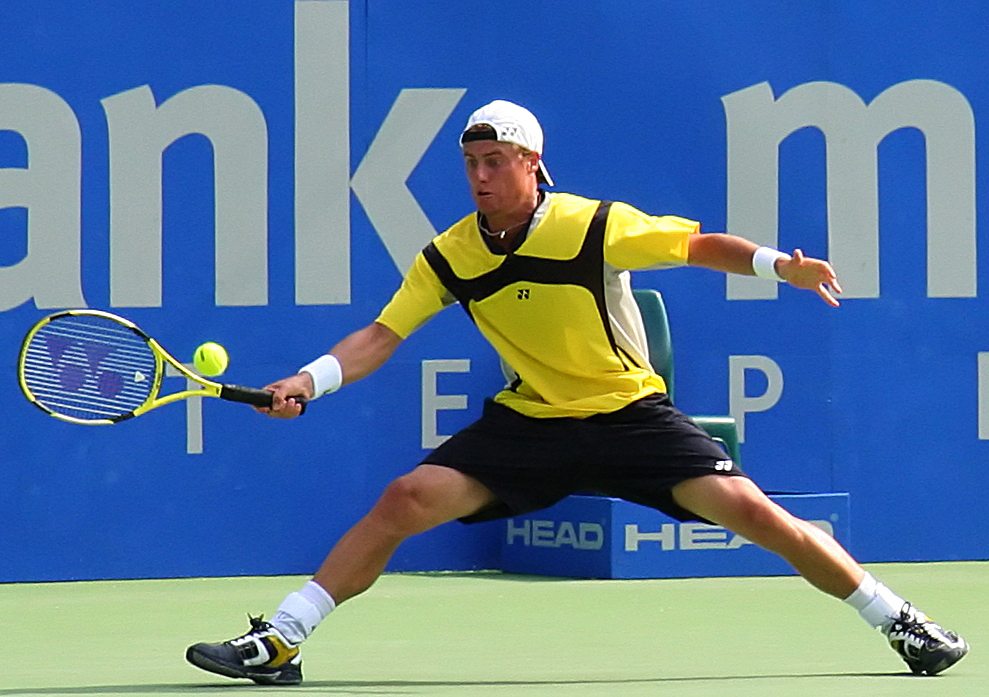
Lleyton Hewitt é o mais jovem Nº 1 do Mundo da história.
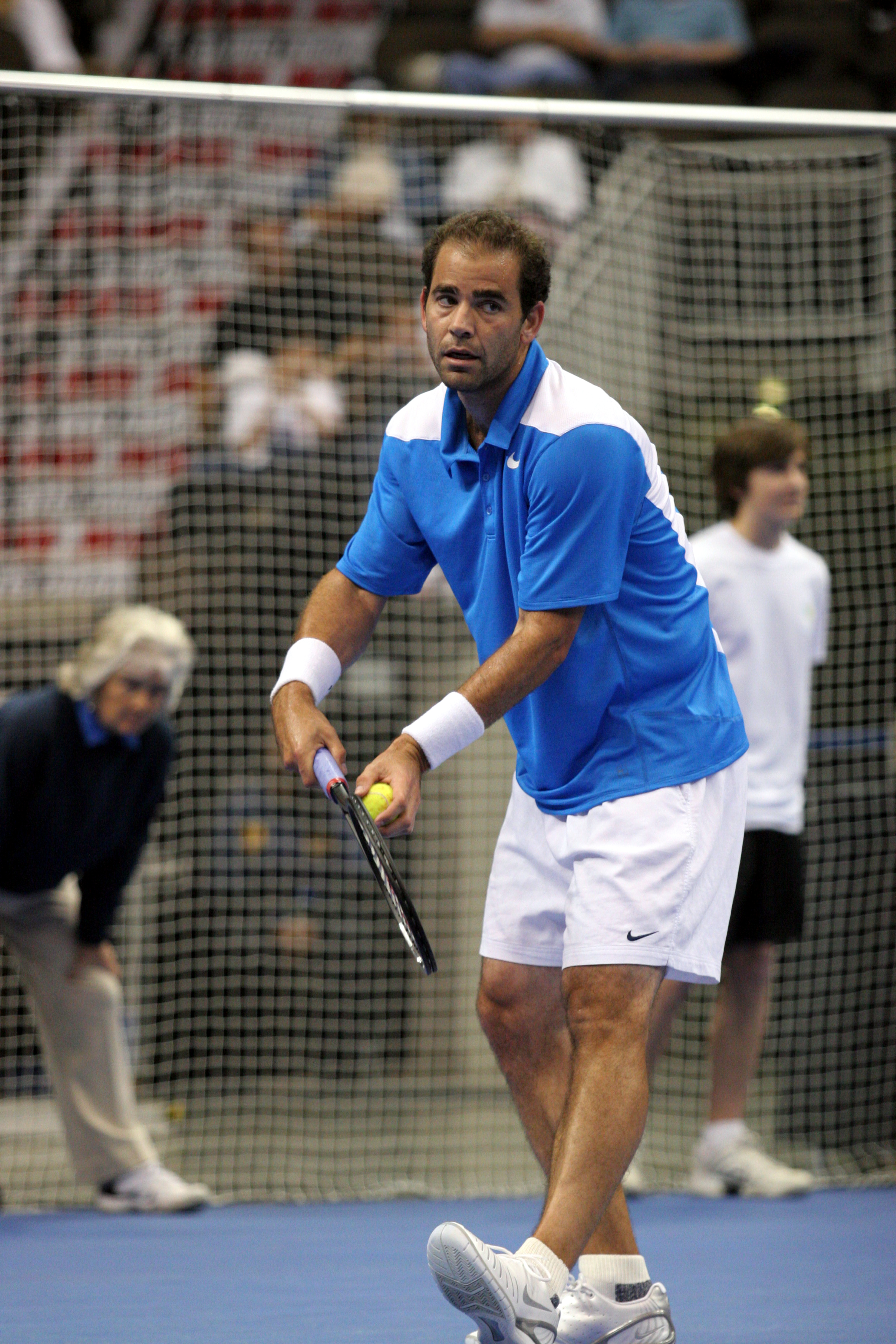
Pete Sampras detém o recorde de por 6 vezes terminar o ano no topo do ranking.
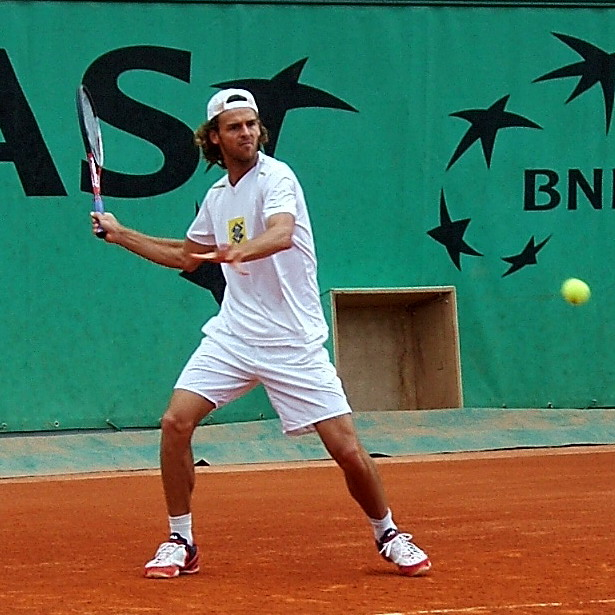
Gustavo Kuerten é o único sul-americano a terminar o ano no topo do ranking.

## References
Sources
- «ATP World Tour - Singles Rankings (searchable database)». atpworldtour.com. Association of Tennis Professionals. Consultado em 10 de julho de 2012
- «ATP World Tour - Doubles Rankings (searchable database)». atpworldtour.com. Association of Tennis Professionals. Consultado em 5 de dezembro de 2010

Notes
1. ↑  CCTV (8 de Outubro de 2011). «Novak Djokovic recebe o troféu de Número 1 do Mundo do Ranking ATP (inglês)»
2. ↑  ATP (15 de Novembro de 2015). «Djokovic recebe o troféu de Campeão do ATP World Tour (inglês)»
3. ↑  «2000 ATP Tour Year End Rankings». atpworldtour.com. Consultado em 10 de janeiro de 2011. Arquivado do original em 11 de junho de 2010
4. ↑  «2001 ATP Tour Year End Rankings». atpworldtour.com. Consultado em 10 de janeiro de 2011. Arquivado do original em 11 de junho de 2010
5. ↑  «2002 ATP Tour Year End Rankings». atpworldtour.com. Consultado em 10 de janeiro de 2011. Arquivado do original em 11 de junho de 2010
6. ↑  «2003 ATP Year End Rankings». atpworldtour.com. Consultado em 10 de janeiro de 2011. Arquivado do original em 11 de junho de 2010
7. ↑  «2004 ATP Year End Rankings». atpworldtour.com. Consultado em 10 de janeiro de 2011. Arquivado do original em 11 de junho de 2010
8. ↑  «2005 ATP Year End Rankings». atpworldtour.com. Consultado em 10 de janeiro de 2011. Arquivado do original em 11 de junho de 2010
9. ↑  «2006 ATP Year End Rankings». atpworldtour.com. Consultado em 10 de janeiro de 2011. Arquivado do original em 27 de dezembro de 2011
10. ↑  «2007 ATP Year End Rankings». atpworldtour.com. Consultado em 8 de janeiro de 2011. Arquivado do original em 18 de agosto de 2011
11. ↑  «Federer will finish year at No. 1 after winning home tourney». CBS Sports. 28 de outubro de 2007. Consultado em 14 de julho de 2009
12. ↑  «2008 ATP Year End Rankings». atpworldtour.com. Consultado em 8 de janeiro de 2011. Arquivado do original em 27 de dezembro de 2011
13. ↑  «2009 ATP World Tour Year End Rankings». atpworldtour.com. Consultado em 10 de janeiro de 2011. Arquivado do original em 11 de junho de 2010
14. ↑  «2010 ATP World Tour Year End Rankings». atpworldtour.com. Consultado em 10 de janeiro de 2011. Arquivado do original em 27 de dezembro de 2011
15. ↑  «NADAL CLINCHES YEAR-END NO. 1 FOR SECOND TIME». ATP World Tour. 16 de setembro de 2010. Consultado em 16 de setembro de 2010

## Ligações Externas
- ATP World Tour website